# Hombre Mono (cómic)
El Hombre Mono o El Hombre Simio (M'Baku) (en inglés: Man-Ape) es un supervillano que aparece en los cómics estadounidenses publicados por Marvel Comics. Creado por Roy Thomas y John Buscema, el personaje apareció por primera vez en The Avengers #62 (marzo de 1969). Hombre Mono es representado como un adversario frecuente del superhéroe Pantera Negra.
Hombre Mono ha hecho apariciones dispersas en series animadas de televisión y videojuegos. Winston Duke ha interpretando al personaje en las películas del Universo cinematográfico de Marvel Black Panther (2018), Avengers: Infinity War (2018), Avengers: Endgame (2019) y Black Panther: Wakanda Forever (2022). En esta versión se le considera más un héroe que un villano.

## Historial de publicaciones
Apareció por primera vez en The Avengers #62 (marzo de 1969) y fue creado por Roy Thomas y John Buscema.

## Biografía del personaje ficticio
M'Baku nació en Wakanda, en África. Se convirtió en uno de los más grandes guerreros de Wakanda, precedido solo por la Pantera Negra. Conspiraba para usurpar el trono de Wakanda con la ayuda del proscrito rival Culto del Gorila Blanco y regresar a Wakanda a un estado primitivo. M'Baku se convirtió en un renegado y gana sus poderes al bañarse en sangre de gorila blanco y comiendo carne de gorila blanco, tomando el alias de Hombre Mono. Luchó con la Pantera Negra y se creía que había muerto cuando el Tótem Pantera al que Pantera Negra estaba ligado se derrumbó sobre él. Es revivido por su ayudante N'Gamo y va a América donde la Pantera Negra está con los Vengadores en ese momento.
Él se alía con la Legión Letal original compuesta de Segador, Láser Viviente, Power Man, y Espadachín. Él es el primer miembro encontrado por los Vengadores. Ataca al Capitán América, pero es batido de nuevo por el resto de los Vengadores. A continuación, captura la novia de Pantera Negra, Monica Lynne, uniendo su mano y pie con abrazaderas metálicas. La Pantera Negra es inducido a una trampa y noqueado por un maniquí explosivo de Monica. Él es encadenado y se encuentra con los otros miembros. La Legión lo ata a él y a Monica a dos sillas antes de irse, a pesar de que es capaz de escapar y contactar a los otros miembros, antes de que el Segador lo derrota. La Legión es derrotada por los Vengadores después de que Vision vence a Power Man y libera a los demás miembros. Hombre Mono supera a Pantera Negra de nuevo hasta que es derrotado por el Capitán América. Pantera Negra destierra a Hombre Mono de Wakanda con orden de ejecución si regresa.
Hombre Mono más tarde se une a una nueva Legión Letal (consistente en el Segador, Garra Negra, Goliat (Erik Josten), Nekra, y Ultron-12) y combate a Tigra, pero abandona al Segador junto con Garra Negra cuando el racismo del Segador se convirtió en demasiado para él para tolerarlo.
Hombre Mono viaja a partes deshabitadas del mundo antes de unirse a la encarnación de Crimson Cowl que es derrotada por los Thunderbolts.
A pesar de su rivalidad con T'Challa, M'Baku fue invitado a la boda de T'Challa y Ororo Munroe (Tormenta de los X-Men), donde se emborracha bebiendo whisky escocés y trata de pelear con Spider-Man.
Hombre Mono es visto después al final de Heroes for Hire #6, aliado al Segador y a Saboteador.
Hombre Mono es asesinado por Morlun, el Devorador de Tótems al defender a su pueblo del ataque de Morlun en el reino del Hombre Mono. Pero antes de su aparente muerte, envía un emisario a Wakanda para advertirles del peligro que se acerca. Hombre Mono después aparece vivo cuando fue visto como un miembro de los Villanos de Alquiler del Hombre Púrpura

## Poderes y habilidades
El Hombre Mono obtuvo poderes sobrehumanos al consumir la carne de un gorila blanco sagrado, encantándose a través de la transferencia mística de las habilidades del raro gorila wakandiano blanco. Los poderes de M'Baku místicamente aumentados incluyen fuerza sobrehumana, y la mejorada agilidad, resistencia y durabilidad igual a la del místico gorila blanco wakandiano.
Tiene amplio entrenamiento militar formal en el combate cuerpo a cuerpo de la Milicia Real Wakandiana.

## Otras versiones

### JLA / Avengers
En el cruce entre compañías 2003-2004 JLA / Avengers, Hombre Mono es uno de los villanos controlados por la mente que atacan a los héroes cuando asaltan el Stronghold de Krona y pelea contra Big Barda.

### Ultimate Marvel
En Ultimate Marvel, M'Baku es el nombre del hermano mayor de T'Challa. Después de que el joven T'Challa no completó la «Prueba de la Pantera Negra», M'Baku se burló, diciendo que él debió haber tomado la prueba en su lugar. Más tarde, enojado porque su padre había decidido compartir la tecnología de Wakanda a cambio de la ayuda de Estados Unidos para salvar la vida de T'Challa, M'Baku dejó el reino

## En otros medios

### Televisión
- Hombre Mono aparece en Los Vengadores: los héroes más poderosos de la Tierra episodio «El hombre en el hormiguero» con la voz de Kevin Michael Richardson. Él desafía a T'Chaka por el trono de Wakanda y lo mata en combate con la ayuda no vista de Klaw. Como el Hombre Mono toma el trono, T'Challa se va y se convierte en Pantera Negra con el fin de prepararse para recuperar Wakanda del Hombre Mono. Con Wakanda bajo su control, Hombre Mono y Klaw tienen la mina wakandiana por el Vibranium. En el episodio «La búsqueda de la pantera,» Hombre Mono habla con el Segador acerca de la compra de HYDRA del Vibranium. Él le dice al Segador que si él y HYDRA lo traicionan, no vivirán para lamentarlo. Pantera Negra y el Capitán América confrontan al Hombre Mono que envía a los guardias para luchar contra ellos. Mientras el Capitán América lucha contra los guardias, Hombre Mono termina luchando con Pantera Negra donde Hombre Mono utiliza un dispositivo de sonido dado a él por Klaw. Pantera Negra supera el dispositivo de sonido y acaba con el Hombre Mono liberando a Wakanda de la regla del Hombre Mono.
- M'Baku aparece en la quinta temporada de Los Vengadores unidos con la voz de Ike Amadi.[15] Esta versión es miembro del Consejo de la Sombra y usa un potenciador de fuerza que tiene una forma similar a un gorila cuando se activa. En «La Pantera y el Lobo», lucha contra la Pantera Negra mientras persigue al Lobo Blanco.

### Cine
Winston Duke interpreta a M'Baku en el universo cinematográfico de Marvel. Esta versión del personaje es el líder de la tribu Jabari renegada que tiene una reverencia religiosa por los gorilas, como decorar su armadura con pieles de gorilas blancos y adorar al dios gorila Hanuman, como parte del complejo Indo. Religión africana, en lugar de la diosa pantera Bast.
- M'Baku aparece por primera vez en la película Black Panther de 2018.[18] Durante los eventos de la película, M'Baku desafía a T'Challa por el gobierno de Wakanda y pierde mientras se le permite ceder. M'Baku le devuelve el favor cuidando el cuerpo gravemente herido de T'Challa y aceptando cuidar a Ramonda. Inicialmente rechaza la solicitud de T'Challa para ayudar a luchar contra Erik Killmonger, pero finalmente reconsidera y lleva a Jabari a la batalla. Durante la batalla, se enfrenta a W'Kabi y es casi pisoteado por el rinoceronte blanco blindado hasta que interviene Okoye. Tras la muerte de Killmonger, a M'Baku se le otorga un lugar en Wakanda.
- M'Baku aparece en Avengers: Infinity War (2018).[19] Se une al resto del ejército de Wakanda y los Vengadores en la lucha contra los Outriders de Thanos, y sobrevive tanto a la batalla como a la destrucción posterior de Thanos de la mitad de la vida en todo el universo (El Blip), aunque muchos de sus soldados, así como T'Challa se eliminan mucho para su horror y el de Okoye.
- M'Baku aparece en Avengers: Endgame (2019).[20] Se une a los Vengadores, los ejércitos de Wakanda y Asgard, en la lucha contra una versión anterior de Thanos y su ejército.
- M'Baku aparece en Black Panther: Wakanda Forever (2022).[21] Tras la muerte de su buen amigo T'Challa, M'Baku entró en conflicto contra Namor y los Talokaniles, ayudando a proteger a los wakandianos tras la devastación de la Ciudad Dorada y tratando de aconsejar a Shuri de no escoger la venganza contra Namor, ya que los condenaría a una guerra eterna. Durante la batalla, M'Baku y sus aliados enfrentaron a los Talokaniles hasta que Shuri y Namor culminaron la guerra. Como Shuri ahora era la nueva Pantera Negra, M'Baku la retaba de forma amistosa para decidir al nuevo rey.

### Videojuegos
- Hombre Mono aparece como jefe para el nivel de Wakanda en las versiones de PS2, PSP, NDS, y Wii de Marvel: Ultimate Alliance 2, con la voz de Emerson Franklin. De forma similar a su origen del cómic, M'Baku conduce un ataque sobre Wakanda, en un intento de usurpar el trono de T'Challa, mientras que el país se encuentra incapacitado por una ola de máquinas de nanocitos hostiles.
- Hombre Mono aparece como jefe y líder de los Gorilas Blancos en el juego de Facebook Marvel: Avengers Alliance.
- Hombre Mono aparece en Marvel Heroes. Él aparece como el jefe de la historia de un solo golpe «Vibranium Mines».
- Hombre Mono aparece como un personaje jugable en la Pantera Negra DLC para Lego Marvel Vengadores.[22]
- Hombre Mono aparecerá como un personaje jugable en Lego Marvel Super Heroes 2,[23] con la voz de Alexis Rodney.[24] Después de que Wakanda se convierte en parte de la improvisada ciudad de Kang el Conquistador, Chronopolis, Hombre Mono ayuda a Klaw y la Hydra Four a robar el Vibranium. Termina derrotado por Pantera Negra, Ms. Marvel y Spider-Man.